# 시모카와즈촌
시모카와즈촌(일본어: 下河津村)은 일본 시즈오카현의 동부 가모군에 속해있던 촌이다. 현재의 가와즈정 북부에 해당한다.

## 역사
- 1889년 4월 1일 - 정촌제 시행에 의해 가모군 시모카와즈촌이 성립하였다.
- 1958년 4월 1일 - 가와즈정에 편입해, 동일 시모카와즈촌은 폐지되었다.

### 철도
현재는 이즈 급행선 이마이하마해안역, 가와즈역이 있지만 당시에는 미개업 상태였다.

### 도로
- 국도 제135호선

## 참고문헌
- 角川日本地名大辞典 22 静岡県